# 洛矶福特 (科罗拉多州)
洛矶福特（英語：Rocky Ford），是美国科罗拉多州奥特罗县下属的一座城市。建市于1887年8月19日，面积大约为1.675平方英里（4.338平方公里）。根据2010年美国人口普查，该市有人口3,957人。2011年估计该市有人口3,964人，相比2010年人口增长率为0.18%。同时，论人口该市是科罗拉多州第84大城市。